# SZ Волка
SZ Волка (лат. SZ Lupi) — одиночная переменная звезда в созвездии Волка на расстоянии (вычисленном из значения параллакса) приблизительно 72966 световых лет (около 22371 парсека) от Солнца. Видимая звёздная величина звезды — от менее +16,5m до +14m.

## Характеристики
SZ Волка — красная пульсирующая переменная звезда, мирида (M:) спектрального класса M. Эффективная температура — около 3296 K.